# (2348) Michkovitch
(2348) Michkovitch es un asteroide perteneciente al cinturón de asteroides descubierto el 10 de enero de 1939 por Milorad Protić desde el observatorio de Belgrado, Serbia.

## Designación y nombre
Michkovitch fue designado al principio como 1939 AA.
Más adelante se nombró en honor del astrónomo yugoslavo Vojislav V. Michkovitch (1892-1976).

## Características orbitales
Michkovitch orbita a una distancia media del Sol de 2,397 ua, pudiendo alejarse hasta 2,808 ua y acercarse hasta 1,986 ua. Su excentricidad es 0,1715 y la inclinación orbital 4,671°. Emplea 1356 días en completar una órbita alrededor del Sol.